# Classe Formidable (nave da battaglia)
La classe Formidable è stata una classe di corazzate britanniche di tipo pre-dreadnought, costruite tra il 1898 e il 1901, composta da 8 unità (suddivise in tre sottoclassi).

## Descrizione
Il progetto delle corazzate della classe Formidable richiamava quello delle precedenti classi Majestic e Canopus. In particolare il disegno era un ampliamento delle Canopus, delle quali riproponeva lo stesso schema di corazzatura.
Come le Canopus, anche le Formidable erano protette da corazzature in acciaio Krupp KC che assicuravano maggior robustezza a parità di pesi. La cintura corazzata si estendeva per quasi tutta la lunghezza dello scafo e fino a 4,6 metri sotto la linea di galleggiamento e con uno spessore pari a 230 mm.
L'armamento principale era basato su due torri binate 12 in/40 Mk. IX da 305 mm mentre quello secondario contava 12 torri singole con cannoni BL 6 in Mk VII da 152 mm che potevano essere ricaricati in qualsiasi posizione di brandeggio.
La dotazione era completata da 16 cannoni da 76/40 mm e 6 cannoni da 47/40 mm, tutti in affusto singolo, 2 mitragliatrici Maxim e 4 tubi lanciasiluri da 450 mm.
L'impianto propulsivo era costituito da 20 caldaie che fornivano vapore a due motori abbinati a due assi. I gas di scarico erano convogliati su due fumaioli. Le Formidable potevano imbarcare fino a un massimo di 2200 tonnellate di carbone, anche se la riserva standard ammontava a 900 tonnellate.
Il profilo dello scafo era più efficiente rispetto alle corazzate precedenti, per cui le unità di questa classe avevano una velocità massima che superava i 18 nodi, al prezzo di una minore manovrabilità alle basse velocità.
L'equipaggio ammontava a 780 uomini che salivano a 810 quando l'unità batteva bandiera di nave ammiraglia.

## Storia

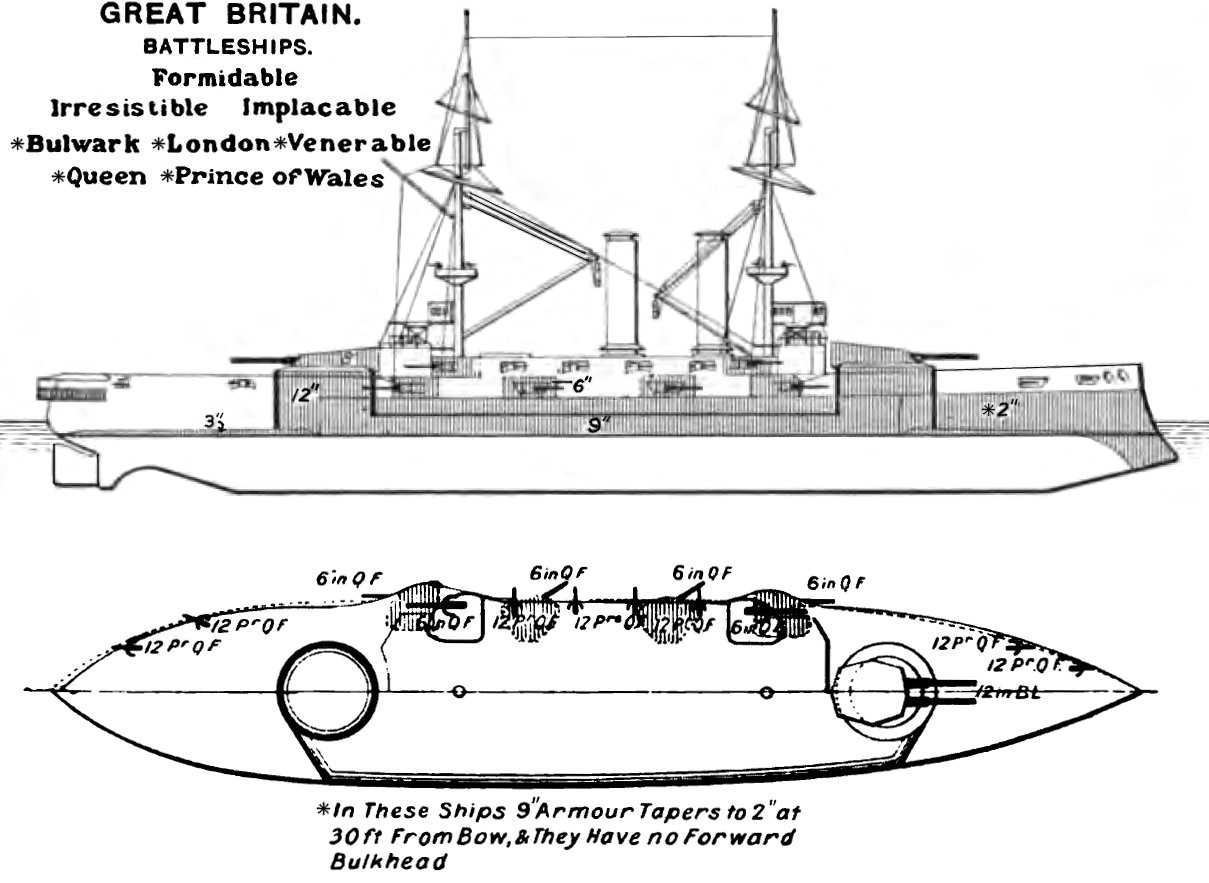
Elevazione destra e piano del ponte come mostrato nel Brassey's Naval Annual del 1906.

La classe Formidable fu realizzata in una prima serie di 3 unità: HMS Formidable, HMS Irresistible e HMS Implacable. A essa fece seguito un secondo lotto di 3 corazzate — HMS London, HMS Bulwark e HMS Venerable — che presentavano un alleggerimento della corazzatura sul ponte e quindi del dislocamento. Dopo questo lotto, talvolta indicato come classe London, furono costruite altre due corazzate — HMS Queen e HMS Prince of Wales — ulteriormente alleggerite grazie all'installazione aperta degli affusti da 76 mm. Anche quest'ultimo lotto viene talvolta indicato come classe a sé stante, la classe Queen.

### Sottoclasse Formidable

#### HMSFormidable
Impostata nel 1898, la HMS Formidable fu completata nel 1901 ma entrò in squadra solo tre anni dopo, il 10 ottobre del 1904. L'unità fu basata a Portsmouth e assegnata inizialmente alla Flotta del Mediterraneo. Nel 1908 fece rientro in Inghilterra, assegnata alla Channel Fleet. La HMS Formidable fu affondata il 1º gennaio 1915 nel corso della prima guerra mondiale, mentre si trovava in pattugliamento con altre unità al largo dell'Isola di Portland, dopo aver completato un'esercitazione, quando fu colpita a dritta, alle ore 02:20, da un primo siluro lanciato dal sottomarino tedesco U-24. Un secondo ordigno colpì la nave, già inclinata di 20 gradi, circa 45 minuti dopo. Alle 04:45 la corazzata affondò con il suo capitano, Noel Loxley. Il numero delle perdite fu di 547 uomini, trascinati in fondo con la nave o scomparsi tra i flutti a causa delle avverse condizioni meteorologiche. La notizia della tragedia fu tenuta segreta fino alla fine della guerra.

#### HMSImplacable
La HMS Implacable servì nella Mediterranean Fleet (1901–1909), Atlantic Fleet (1909–1912), ed Home Fleet (1912–1914). Durante la prima guerra mondiale fu nella Channel Fleet (1914–1915), nelle Operazioni navali nei Dardanelli (1915), nell'Adriatico (1915), nell'Egeo e nel Mediterraneo orientale (1915–1917); infine fu relegata a ruoli sussidiari nelle acque nazionali. Fu venduta ai rottamatori nel 1921.

#### HMSIrresistible
La HMS Irresistible servì in Mediterranean Fleet (1902–1908), Channel Fleet (1908–1910), ed Home Fleet (1911–1914). Il suo servizio nella prima guerra mondiale fu nella Channel Fleet (1914–1915), e nei Dardanelli. Toccò una mina il 18 marzo 1915 durante la campagna dei Dardanelli, ed affondò tre ore più tardi.

### Sottoclasse London

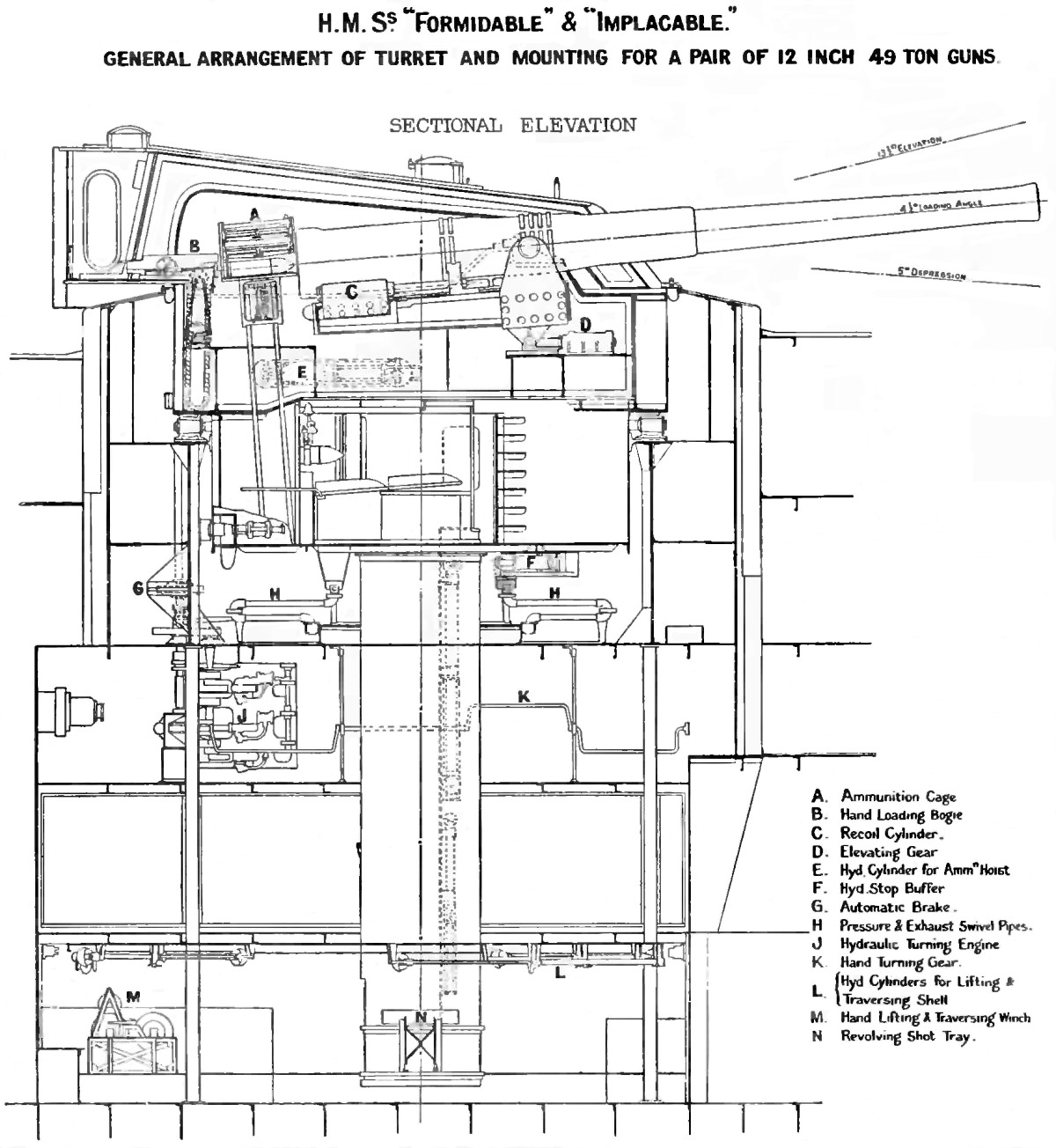
Elevazione destra della torre da 12 pollici e della riservetta di munizioni

#### HMSLondon
Con la HMS London vennero introdotte delle significative differenze rispetto alle tre navi precedenti della classe, principalmente nel ridotto spessore della corazzatura del ponte. Le navi furono rapidamente rese obsolete dalle navi da battaglia monocalibro, ma secondo necessità vennero a volte impiegate in compiti di prima linea. La nave venne messa in servizio al Portsmouth Dockyard (il cantiere navale di Portsmouth) il 7 giugno 1902 destinata alla Mediterranean Fleet.  Prima di partire dalle acque britanniche servì da ammiraglia durante la Rivista dell'Incoronazione per re Edoardo VII a Spithead il 16 agosto 1902. Durante il servizio nel Mediterraneo, venne sottoposta a lavori di manutenzione e ammodernamento a Malta nel 1902-1903 e 1906.
Nel marzo 1907, la London venne trasferita alla Nore Division della Home Fleet, sul Nore, poi alla Channel Fleet il 2 giugno 1908, serving as Flagship, Rear Admiral, Channel Fleet. Venne ancora sottoposta a raddobbo presso il Chatham Dockyard nel 1908, e messa fuori servizio lì il 19 aprile 1909 per essere sottoposta a un estensivo riallestimento.